# Стабильность (альбом)
«Стабильность» — второй студийный альбом Васи Обломова, который вышел 23 ноября 2012 года на лейбле «Нерадивый менеджмент».

## Создание альбома
Запись пластинки проходила в 2011–2012 годах на собственной студии Васи Обломова. Сведение альбома делал Сергей Большаков.
Презентация состоялась 22 ноября 2012 года в клубе Arena Moscow. Специальными гостями должны были стать Леонид Парфёнов, Ксения Собчак, Михаил Ефремов, Гарик Сукачёв. Но Парфёнов и Собчак не смогли принять участие в праздничном мероприятии. На концерте также выступили Леонид Каганов и Павел Чехов.

## Отзывы критиков
| Оценки критиков | Оценки критиков |
| Источник        | Оценка          |
| --------------- | --------------- |
| Радио Шансон    | (положительный) |
| KM.RU           | (нейтральная)   |
| RS Russia       | [ 5 ]           |
| Известия        | (положительный) |

Обозреватель радиостанции «Шансон» Алексей Мажаев считает, что Вася Обломов перестал быть пародийным проектом, став настоящим артистом. Удачей по мнению рецензента стали совместные песни с Ксенией Собчак и Леонидом Парфёновым, по которым «в будущем станут изучать новейшую историю России».
По мнению журналиста газеты Известия Михаила Марголиса, «Стабильность» — лучшая работа музыканта, у которого «есть возможность оказаться Галичем и Чижом нашего времени с поправкой на стиль и язык текущего момента».
Денис Ступников (KM.ru) наиболее сильной стороной альбома назвал песни о любви — к городу детства, к столице, к Родине, — подвергнув критике уклон альбома в сторону «сиюминутных политизированных зонгов» и высказал предположение, что критика в адрес власти ведётся вовсе не от лица «российского народа», а от вполне конкретных людей: «Вошедшая в раж троица (Обломов, Собчак, Парфёнов) бесконечно кого-то обличает, и к финалу пластинки эти натужные наезды начинают уже изрядно утомлять».

## Список композиций
| №   | Название                                               | Текст песни | Длительность |
| --- | ------------------------------------------------------ | ----------- | ------------ |
| 1.  | «Корпоративная»                                        |             | 2:56         |
| 2.  | «Пока, Медвед!» (feat. Л. Парфёнов и К. Собчак)        |             | 4:52         |
| 3.  | «Намедни»                                              |             | 4:32         |
| 4.  | «Правда» (feat. С. Шнуров и Noize MC)                  |             | 3:20         |
| 5.  | «Свадьба»                                              |             | 2:54         |
| 6.  | «Рэп-молебен» (feat. Л. Парфёнов и К. Собчак)          |             | 3:30         |
| 7.  | «Я шагаю по Москве»                                    |             | 4:46         |
| 8.  | «Хій» (feat. Гражданин поэт)                           |             | 3:42         |
| 9.  | «Ми-ми-ми»                                             |             | 0:08         |
| 10. | «ВВП» (feat. Л. Парфёнов и К. Собчак)                  |             | 2:41         |
| 11. | «Поганенький у нас народ»                              | Л. Каганов  | 4:03         |
| 12. | «Жаль»                                                 |             | 4:11         |
| 13. | «Правда (single version)»                              |             | 3:21         |
| 14. | «Ритмы окон» (feat. Павел Чехов (OST Духless version)) |             | 3:34         |
| 15. | «Магадан (TV version)»                                 |             | 4:31         |

## Видео
- Вася Обломов, Noize MC и Сергей Шнуров — Правда
- Вася Обломов, Ксения Собчак и Леонид Парфёнов — Пока, Медвед!
- Вася Обломов — Намедни
- Вася Обломов, Ксения Собчак и Леонид Парфёнов — ВВП
- Вася Обломов и Павел Чехов — Ритмы Окон
- Вася Обломов — Поганенький у нас народ
- Вася Обломов, Ксения Собчак и Леонид Парфёнов — Рэп-молебен
- Вася Обломов — Пора валить
- Вася Обломов — Я шагаю по Москве
- Вася Обломов — Жаль
- Вася Обломов — Роме пришла повестка

## Чарты
Альбом дебютировал на втором месте в российском чарте iTunes. На следующей неделе он опустился на пятое место.